# 島田珠代
島田 珠代（しまだ たまよ、1970年〈昭和45年〉5月10日 - ）は、日本のお笑いタレント、コメディエンヌ、女優。アイドルグループ・吉本坂46のメンバー。大阪府吹田市出身。吉本興業所属。

## 来歴
大阪成蹊女子高校在学中に友達が勝手に応募したことで『4時ですよーだ』などの素人参加コーナーに出演したのがきっかけで、17歳で吉本入りする。そのためNSC出身ではないが、NSC出身者では大阪6期生と同期となる。
小柄で愛嬌のある風貌だが、舞台上での奇天烈かつ女を捨てたような芸風で、吉本新喜劇の代表的女優として1990年代初め頃から頭角を現す。
吉本興業の東京進出攻勢に乗り、22歳の若さで『笑っていいとも!』金曜日、1997年には『超!よしもと新喜劇』に出演し、山田花子と共に全国的に名前を知られるようになった。
1998年4月、当時東京支社所属の吉本興業社員と結婚し東京で生活を始める。2001年、ルミネtheよしもとにオープンとともに拠点を移し、同劇場の新喜劇に花子と並ぶ看板女優として出演したが、2005年8月に離婚。
2006年10月3日から1週間の公演をきっかけに、本家NGKの吉本新喜劇に客演で復帰した。『なにわ人情コメディ 横丁へよ〜こちょ!』（朝日放送）にも度々出演していた。またGAORAにて放送された『新喜劇フー!!』に呼ばれたこともあり、すっちー扮する須知軍曹の「インバッグ」というキャスター付きの鞄に入り顔を出すという芸を楽しそうに行っていた。
台湾で新喜劇公演を行った時には、島田のような「綺麗（あくまでも現地での表現）で若い女性」がどつかれ芸を披露するという例が台湾には無く、台湾のマスコミで騒然となった。
2007年8月31日、名古屋の中部日本放送（CBC）が制作したドラマ『湯けむりウォーズ』がきっかけで知り合った美術スタッフと約1年8カ月の交際を経て、名古屋市内の区役所に婚姻届を提出。
2008年6月25日午前2時30分に名古屋市内の病院で3400グラムの女児を出産、その後、京橋花月の間寛平主演公演から舞台活動を再開、NGK新喜劇の正座員に戻ってNGKの舞台などに出演している。
2013年4月22日、同年3月に再度離婚していたことを発表した。娘は名古屋で元夫と暮らしていたが、元夫がガンで死去。義父母も既に逝去していたため、中学生になった娘を島田が引き取って大阪で生活している。
2018年8月20日、約6000人の中から6次審査まである吉本坂46の最終オーディションに合格し、メンバー（1期生）に選ばれる。

## 人物・エピソード
- 実家は酒屋。
- 元モーニング娘。の保田圭と交流があり、『ハロー!モーニング。』で何度か共演を果たしている。
- 新喜劇の楽屋にマイボトルを持ち込むほどの大の酢好きであり、白米の他、納豆などにも酢をたっぷりかけて食べるのが習慣になっている[5]。
- 新喜劇舞台本番中に父親が亡くなったという知らせを受けたが、早退をせずその日の公演は全て出演し、辛い気持ちを堪えて気丈に振る舞っていたという。
- 阪神タイガースの伊藤将司投手の大ファンで、2024年春期キャンプ中(2月7日)の対談企画にて伊藤と初対面を果たす。

## 芸風・ギャグ
「奇天烈かつ女を捨てたような」と形容されるハイテンションさと動き方、体当たりのギャグを芸風としている。
新喜劇きっての「ブサイクキャラ」とされ、浅香あき恵や岡田直子と並んでブサイクをネタにされる。
入場時に「はいはいはいはいはい!」と大声で返事しながら腕を左右に振って足を互い違いに出す奇妙な歩き方で現れ、客など相手の前に着くと「こんにちは〜」もしくは「どもどもいらっしゃいませ〜」と言いながら、足は互い違いにしたまま、前屈運動のようなお辞儀をする（「（身体）柔らかいな!」などの突っ込みが入る）。
意中の男性に対してさりげない日常会話などから、急に「好き」と言って抱きつく。その後、周りに何人かいるにもかかわらず「2人っきりね」と言い、すかさず男性が突っ込むが、周りが気を使って舞台袖にはけていき、本当に2人きりになる（2人きりになる展開は浅香あき恵が内場勝則に対してよく使う）。ここから以下のパターンに持っていくことが多い。相手役が辻本茂雄の場合は「ワ〜オ! ワ〜オ! ワオワオ♪」と言う場合がある（特に最後は2人同時になって言う）。
- 意中の男性に、「名前で呼んでいい?」などとせがみ、男性共演者が迷惑そうに「勝手にしたらええやん」などと答えると、「じゃあ遠慮なく」と身を寄せて、「助六」「権左衛門」「ウガンダ」「ヨネスケ」などと全く違う名前で呼ぶ。
- 意中の男性に、「下の名前で呼んでいいかしら?」とせがみ、両手の親指と人差し指、小指を立てて中指と薬指をたたみ、人差し指を下に向け、しゃがみ込み、「これ、下という意味です。」と言った後、「あれ?ハハハハハッ」と急に変顔になり、「こんにちは、シンガポールの昆虫です」とギャグをする。やり終えた後、「あなたもやりなさい」と言い、2人でシンガポールの昆虫をする。
- 意中の男性に相手の女性（美人がほとんど）がいる場合は、相手の女性を品定めをした後、「勝った〜!」と勝利宣言をするが、「ボロ負けや!」と突っ込まれる。逆に、女役の今別府直之など相手が美人ではない場合は、「負けた〜!」と敗北宣言をする。
- 「付き合って」といいながら男性の左側に抱きつき、男性が断ると今度は右側→左側…と繰り返した後（抱きつく位置は徐々に下がっていく。繰り返しの間隔は今現在はほぼ1往復）、唐突に男性の股下から顔を出し「付き合ってーな!」と言い男性を見上げる形で振り向く（以前は肩車のような形で男性を見上げていた）。
- 男性に対して「付き合ってくれたっていいじゃないのよー!」などと泣きつつ縋り付いたり纏わり付いたりしながら徐々に下へとずれて行き、股間と同じ高さになった時、急に笑顔になり（男性に前掛けなどがある場合は「ペローン」とめくった後）股間を「チ〜ン」と指で弾く（かつては主に「ドカーン」と指で弾く事もあった）。
  - 弾かれた男性（主に吉田ヒロ）が島田を「チ〜ン」と弾き返し、互いに弾き合いだすこともある。そのときは「チ〜ンチ〜ンチ〜ンチ〜ンチンチンチンチンチン、UFO!」といつの間にかピンク・レディーの「UFO」になる。
  - さらに似たような用法で「トントン」と叩くこともある。これは「チ〜ン」とは違い、前触れなく行われるが、力の加減が若干強すぎるために、食らった男性は次の動作に移るまで間が空いてしまう。
- 上の「チ〜ン」の一連の流れの後、男性の股間部分から強烈な空気を受けるようなリアクションをした後「マイナスイオン」「アロマテラピー」「しめさば」「炊き込みご飯」などで締める。
- 男性にあれこれ絡んだ挙げ句、男性の両手を背中側から島田を抱きしめるような形に島田が自分で動いた末に「離してよ!」と被害者ぶって振りほどく。
- これら等の流れの後に、締めのツッコミのような形で、男性座員に勢いをつけて壁にぶつけられる。ぶつけられる際は、大体「片」の字のようなポーズ（特に足）でぶつかり、倒れこんだ後に、小石を投げる動きをして「男なんて、シャボン玉〜」（山下久美子のデビュー曲『バスルームから愛をこめて』の歌詞から引用。）や、「優しいのね」と強がりを言う。2010年頃からは前フリとして、男性に「壁を見とるやないか」と突っ込まれ、「さーて、何の事やら」としらばっくれながら準備運動するパターンを使う。また、このネタで出番が終了する場合は、「以上です」と観客に挨拶する。
  - 新喜劇入団時に女性座員たちを見比べた演出家がぶつけられ役に島田を指名した[6]。
  - 正月公演では、この「男なんて〜」の部分で、「明けましておめでとうございます」と挨拶する。
  - このネタに対して、『お正月だよ全員集合SP』で内場勝則が「お前は教育に悪い」と言った。またアメリカ公演の際にも披露しているが、現地の国柄ゆえ「女性虐待」とストレートに受け止められたせいか、冷ややかな反応しか返ってこなかったという。
  - 「そろそろ壁に当たりたいんですけど」ど自ら申し出たり、祇園花月のように舞台の設計上壁がない場合は自ら壁を持ち込み（実際はスタッフが運び役目を終えたらそのまま去る）、相手役の男性座員に投げてもらうこともある。2018年放送の「茂造の、ファーザー・ファーザー」では相手役の大島和久に「投げてほしい」と志願するも「僕はできませんよ」と断られ、代わりに茂造役の辻本茂雄に投げつけられるという珍しい回もあった。
  - 上記の壁にぶつけられるネタは「壁当たり」や「壁バーン」、「ぶつかり芸」[7]と呼ばれているが、壁ドンという言葉が流行してからは、『壁ドン』や『壁ドンの元祖』などと称されることがある[8]。

- 超絶ぶりっ子な口調で「しっかり捕まえとかないと、どっかいっちゃうぞっ」
- その場から去る際に男性に対して「また来るからね」と言った後で背を向けて「プリッ♪プリッ♪」といいながらお尻を振る。共演者もそれに続くことがある。この直後、脱糞したかのようなリアクションを取る場合もある。
- 各種シチュエーションにて入口にある花などの小道具を「もらおう」と言って盗みながら去っていくというギャグもある。
- 「実はこう見えて私、50(歳)でバツ2なんです。これ、ホントなんです」というセリフを発することがある(その後「もう失うものも恐れるものも何も無いんです」と言うことがある)。
- 上記の恥を捨てたダンスや動き、掛け合いが一通り済むと「はい、今年〇〇(歳)です」と素に戻る。
- このような掛け合いや豊富な持ちネタの際、その強烈さがステージ上を乗っ取る事から「じっとせえや!」や「気持ち悪いわ!」とツッコまれる。
- 男性を取り合うシーンで、その男性の恋人に「恋のダンス勝負よ!」と称して、下ネタを言いながら俗に言う、「ボインダンス」をはじめとする変な踊りをして、その恋人役にも踊りを強要し、勝負の内容はどうであれ「引き分けね!」と終わらせるネタもある（基本的には実際に恋人役の女性がやることもあるが、あまりにも度が過ぎているときは断られることもあり、そのときは男性役にやってもらうことがある）。
- アキと夫婦役で共演する時は主に地上げ屋役が多い。その時は無茶苦茶なアドリブを披露し辻本やアキなどの共演者だけではなく観客をも本気で困惑させる。そのせいで毎回ウケる男性の股下から顔出す等のギャグもウケなくなり辻本からも舞台上でそれを指摘される。
  - またその際に辻本演じる茂造に無理やりキスを迫ることもある(もちろん完全なるアドリブ)。なお当然だが辻本は本当に嫌がり毎回何とか逃れている。

### パンティーテックス
島田の持ちネタの一つ。
小学6年生の頃、御幸毛織のテレビCMのフレーズ「ファンシィテックス」を「パンティーテックス」と聞き間違えた事から生まれたものである。本人はパンティーテックスのフレーズが気に入り、何かをする度に「○○パンティーテックス」（例として、宿題をする時は「宿題パンティーテックス」など）と連呼していた。
テレビで初披露したのは、関西テレビで2020年8月7日に放送された「かまいたちの机上の空論城」。朝日放送で2020年9月15日に放送された「相席食堂」で一躍有名になった 。以後、新喜劇などでも披露している。
パンティーテックスとは以下の様なものである。
「私…今現在、パンティー履いてますか?ここ（股を指す）の布の当たりが八割方無いんです。お願い、みんなと一緒に確かめたいの。」
ツッコミ役が珠代にトイレに行くように促す。
「嫌よ!嫌!みんなと一緒に確かめたいんです。」
「手拍子をお願いいたしますー!」（観客拍手）
「はい!はい!はい!はい!はい!はい!はい!はい!珠代パンティーテックス!珠代パンティーテックス!パンティー、パンティー、パンティーテックス!」（観客手拍手から拍手）
（拍手が終わった後）「履いてませんでしたー!」
ツッコミ役「履いてへんのかい!」とツッコむ。
Tバックダンス
パンティorTバックを履いている際は別の踊り（Tバックダンス）を踊ることがある。両手をTの形に合わせステップを踏むという踊りである。共演者もつられて踊り出すが、最後の一人（おもに川畑泰史）に振った瞬間、他の共演者は全員踊りを辞める。

## 出演

### テレビ
現在の出演番組
- よしもと新喜劇（毎日放送）

過去の出演番組
- 4時ですよーだ（毎日放送） - 素人として視聴者参加コーナーに出演 ※後に吉本新喜劇へ入団するきっかけとなる
- ダウンタウン汁（TBS系）
- 夕焼けの松ちゃん浜ちゃん（朝日放送）
- ビレッジ吉本（1990年8月 - 1991年3月、TBS）※レギュラー出演
- 森田一義アワー 笑っていいとも!（1992年10月 - 1993年9月、フジテレビ系） ※レギュラー出演
- 超!よしもと新喜劇（TBS系）
- 2時ワクッ!（2005年3月29日 - 12月20日、関西テレビ）- 火曜隔週パネリスト
- 天才てれびくんMAX（NHK ETV）
  - 2004年 - ちひろの母親 役
  - 2006年6月 - 093（オクサン） 役
- よしmonoランド（ヨシモトファンダンゴTV）
- 明石家さんちゃんねる（TBS系） ※準レギュラー[11]
- BSどーもくんワールド（NHK BS-2）
- 西川きよしのおしゃべりあるき目です（朝日放送）
- きよし・黒田の今日もへぇーほぉー（朝日放送）
- 珠代の得々朝市（朝日放送）
- newsランナー（2023年4月 - 12月、関西テレビ）- 火曜の「頂リベンジャーズ」のコーナーにVTR出演。

### テレビドラマ
- 月曜ミステリー劇場 探偵 左文字進3（2001年5月14日、TBS系）- 前島美佳 役
- 東京庭付き一戸建て（2002年7月 - 9月、日本テレビ系） - 有栖川夢子 役
- ほんとにあった怖い話「影の同調」（2004年4月3日、フジテレビ系） - 川上公子 役
- 湯けむりウォーズ（2005年4月 - 6月、TBS系） - 北川泉 役
- 世にも奇妙な物語 '08 秋の特別編「どつきどつかれて生きるのさ」（2008年9月23日、フジテレビ系） - 女性社員 役
- 土曜時代劇 オトコマエ! 2（2009年11月21日、NHK総合） - 小春 役
- IP〜サイバー捜査班 第6話（2021年8月19日、テレビ朝日） - 神山美樹 役
- 差出人は、誰ですか?（2022年10月11日 - 12月16日、TBS） - 桑鶴夏樹 役[12][13]

### CM
- ケンミン食品「焼きビーフン」
- エバラ食品工業[14]

### ラジオ
- 2丁目ダウンタウン（ラジオ大阪）
- 亀井希生 ニュースターラジオ（2015年10月 - 2016年3月、MBSラジオ）
- かめばかむほど亀井希生です!（2016年4月 - 2017年9月30日、MBSラジオ）

### インターネット配信
- HITOSHI MATSUMOTO presents ドキュメンタル（2023年、Amazonプライム・ビデオ）- シーズン13出演
- 珠代とMINAMOの令和爆モテ男子教育計画（2025年7月11日[15] - 本編4話8スピンオフ8話一挙配信 、Locipo）[16]

### ミュージック・ビデオ
- NMB48「君と出会って僕は変わった」（AKB48 34thシングル TypeN収録曲）

## 作品

### シングル
吉本坂46
- 抱いてみるかい？（2018年12月26日、SRCL-11026） - EAN 4547366384659（「ビター&スイート」名義）
- 現在地（2019年5月8日、SRCL-11152） - EAN 4547366399622（「スイートMONSTER」名義）

## 関連人物
- 浜田雅功
- 松本人志
- 藤井隆
- 石田靖
- 辻本茂雄
- 内場勝則
- 今田耕司